# Montigny-lès-Cormeilles
Montigny-lès-Cormeilles is een gemeente in het Franse departement Val-d'Oise in de regio Île-de-France en telt 17.183 inwoners (1999). De plaats maakt deel uit van het arrondissement Argenteuil.
Montigny-lès-Cormeilles maakte deel uit van het kanton Cormeilles-en-Parisis tot dit op 22 maart 2015 werd opgeheven en de gemeente werd opgenomen in het kanton Herblay, dat in februari 2021 werd hernoemd naar Herblay-sur-Seine.

## Geografie
De oppervlakte van Montigny-lès-Cormeilles bedraagt 4,1 km², de bevolkingsdichtheid is 4191,0 inwoners per km².
De onderstaande kaart toont de ligging van Montigny-lès-Cormeilles met de belangrijkste infrastructuur en aangrenzende gemeenten.

## Demografie
Onderstaande figuur toont het verloop van het inwonertal (bron: INSEE-tellingen).